# Eichleriella
Eichleriella är ett släkte av svampar. Enligt Catalogue of Life ingår Eichleriella i familjen Auriculariaceae, ordningen Auriculariales, klassen Agaricomycetes, divisionen basidiesvampar och riket svampar, men enligt Dyntaxa är tillhörigheten istället familjen Exidiaceae, ordningen gelésvampar, klassen Tremellomycetes, divisionen basidiesvampar och riket svampar.
|              | Auricularia |
|              | |
| Eichleriella | \| \| Eichleriella incarnata \| \| \| \| \| \| Eichleriella deglubens \| \| \| \| \| \| Eichleriella hoheriae \| \| \| \| \| \| Eichleriella subleucophaea \| \| \| \| \| \| Eichleriella leveilleana \| \| \| \| |
|              | \| \| Eichleriella incarnata \| \| \| \| \| \| Eichleriella deglubens \| \| \| \| \| \| Eichleriella hoheriae \| \| \| \| \| \| Eichleriella subleucophaea \| \| \| \| \| \| Eichleriella leveilleana \| \| \| \| |
|              | Heterochaete |
|              | |
|              | Exidiopsis |
|              | |
|              | Exidia |
|              | |
|              | Pseudostypella |
|              | |
|              | Fibulosebacea |
|              | |
|              | Eichleriella incarnata |
|              | |
|              | Eichleriella deglubens |
|              | |
|              | Eichleriella hoheriae |
|              | |
|              | Eichleriella subleucophaea |
|              | |
|              | Eichleriella leveilleana |
|              | |

|  | Eichleriella incarnata     |
|  |                            |
|  | Eichleriella deglubens     |
|  |                            |
|  | Eichleriella hoheriae      |
|  |                            |
|  | Eichleriella subleucophaea |
|  |                            |
|  | Eichleriella leveilleana   |
|  |                            |